# Прямой крест (геральдика)
Прямо́й крест — используемый в геральдике термин, обозначающий изображение на гербе или флаге креста, перекладины которого расположены параллельно и перпендикулярно краям герба или флага. Также иногда называется греческим.
Универсальный символ, ведущий своё происхождение из наиболее древних времён. Это преимущественно космический символ. Крест — центр мира и, следовательно, точка сообщения между небом и землёй и космическая ось, имеющая, символизм Космического Древа, горы, колонны, лестницы и т. д. Крест олицетворяет Древо Жизни и Древо Пропитания, а также универсального архетипического человека, способного к бесконечному и гармоничному расширению как в горизонтальном, так и в вертикальном планах.
Линия вертикальная — небесная, духовная и интеллектуальная, позитивная, активная, мужская; линия горизонтальная является земной, рациональной, пассивной, отрицательной и женской. Крест, как целое, образует первоначального андрогина. Это заложенный в природе дуализм и единство противоположностей. Он олицетворяет духовное единство и интеграцию души человека в горизонтально-вертикальном аспекте, необходимом для полноты жизни.
Прямой крест (он же Греческий крест) — крест самой простой формы. С концами равной длины. Этот знак — называемый также crux quadrata — использовался с доисторических времён в самых разных значениях — как символ бога солнца, бога дождя, элементов, из которых создан мир: воздух, земля, огонь и вода. В раннем христианстве греческий крест символизировал Христа. На национальном флаге Греции этот крест, белый на синем фоне, впервые появился в 1820 году, символизируя борьбу против правления турок-мусульман.
Первый раз белый «греческий крест» на красном фоне появился на военном знамени Швица, одного из трёх кантонов, которые объединились против Священной Римской империи в 1291 году. Хотя в Швейцарии его изображали на флаге с 1339 года, этот «знак Святого креста» (известный также как «Женевский крест») официально был принят как национальный только в 1848 году.

## Примеры использования прямого креста на флагах
- Флаг Англии
- Флаг Страны Басков
- Флаг Белгородской области
- Флаг Великобритании
- Флаг Гернси
- Флаг Грузии
- Флаг Доминики
- Флаг Доминиканской республики
- Флаг Житомирской области
- Флаг Квебека
- Неофициальный флаг Мартиники
- Флаг с корабля «Орёл» (1667 г.)
- Флаг Пермского края
- Флаг Ротума
- Национальный флаг чангошей